# Belisana kendari
Belisana kendari es una especie de arañas araneomorfas de la familia Pholcidae.

## Distribución geográfica
Es endémica de Célebes (Indonesia).